# 기타이노우에촌
기타이노우에촌(北井上村)은 도쿠시마현 묘도군에 있던 촌이다. 

## 역사
- 1889년 10월 1일 - 정촌제 시행에 의해 5촌의 구역으로 성립하였다.
- 1955년 2월 1일 - 고쿠후정, 미나미이노우에과 합병해 고쿠후정이 성립, 동일 기타이노우에촌은 폐지되었다.

## 참고문헌
- 角川日本地名大辞典 36 徳島県